# Mandelpotatis

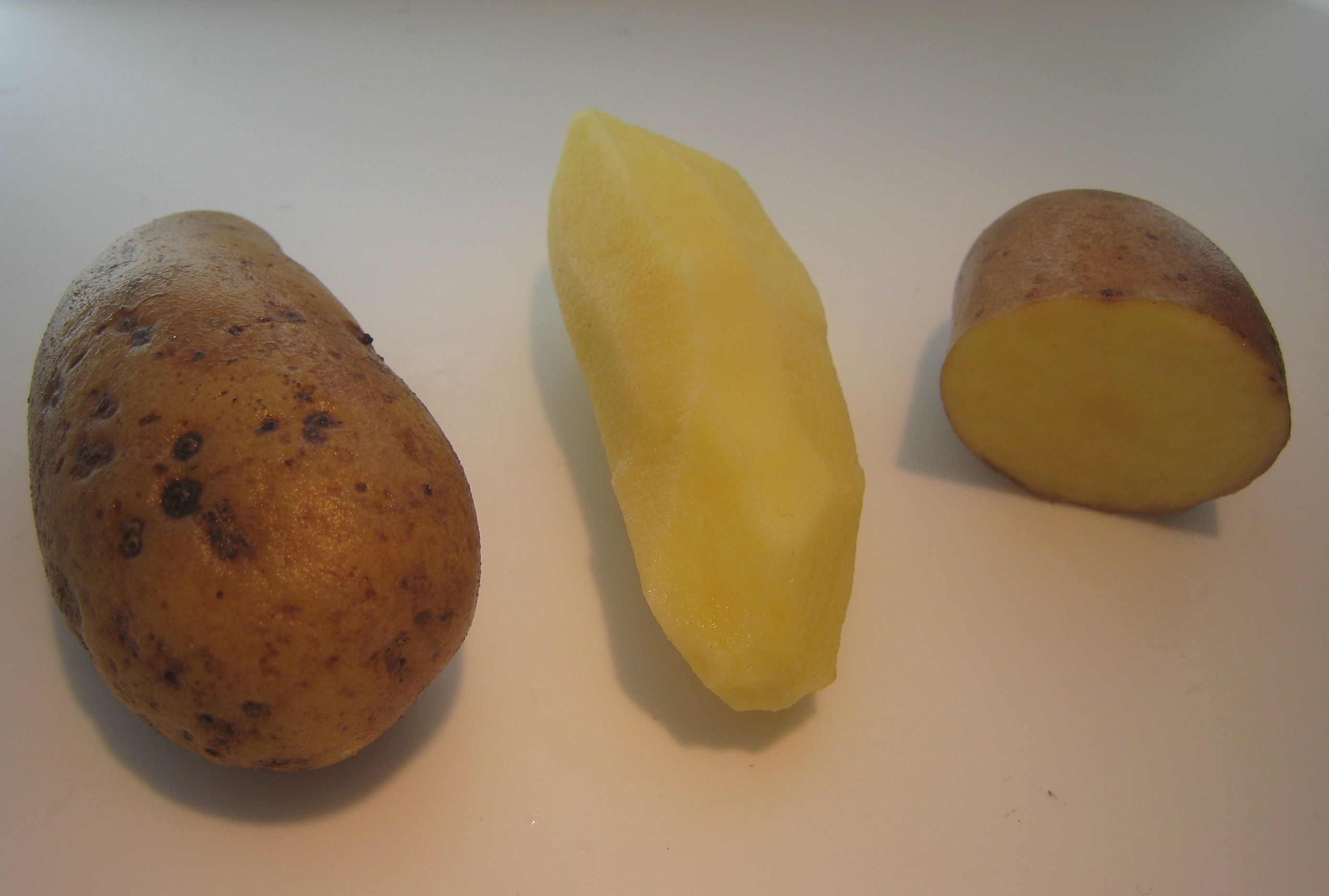
Mandelpotatis

Mandelpotatis är en potatis, känd från 1800-talet. Den är långoval och något böjd och finns i två färgvariationer, den vanliga vita mandeln som är gulvit till gul och den mer sällsynta blå mandeln som är gulvit med blåaktiga skiftningar. Namnet mandelpotatis kommer sannolikt av potatisens form som vagt påminner om en mandel.
Mandelpotatis kan odlas i större delen av Sverige men är vanligare i norr. Den blå mandeln odlas dock mest i söder. På grund av sin låga avkastning och dåliga motståndskraft mot potatissjukdomar odlas mandelpotatis kommersiellt endast i mindre omfattning.
Mandelpotatis anses vara en delikatess och betraktas av många som ett måste till surströmming. Dess särskilda karaktär beror bland annat på den höga torrsubstanshalten (cirka 3-4 procent högre än vanliga sorter som bintje), vilket gör att den är väldigt mjölig och lätt kokar sönder. Den används även som råvara för framställning av chips.
Alla är dock inte lika förtjusta i mandelpotatis just eftersom den är så mjölig och lätt får jordig bismak, då den i princip alltid måste kokas med skalet på för att inte gå sönder. Det är också troligt att potatissorten ursprungligen blev populär i Norrland inte för sin smak utan snarare för sin förmåga att växa bra i ett kallare klimat.

## Övrigt
Till utseendet påminner mandelpotatisen mycket om den tyska potatissorten Bamberger Hörnchen. 